# La Cofradía, Zacatecas
La Cofradía är en ort i Mexiko.   Den ligger i kommunen Nochistlán de Mejía och delstaten Zacatecas, i den centrala delen av landet, 400 km nordväst om huvudstaden Mexico City. La Cofradía ligger 1 931 meter över havet och antalet invånare är 360.
Terrängen runt La Cofradía är huvudsakligen kuperad, men österut är den platt. Runt La Cofradía är det ganska glesbefolkat, med 26 invånare per kvadratkilometer. Närmaste större samhälle är Nochistlán, 3,4 km söder om La Cofradía. I omgivningarna runt La Cofradía växer huvudsakligen savannskog.